# Livarot (Käse)

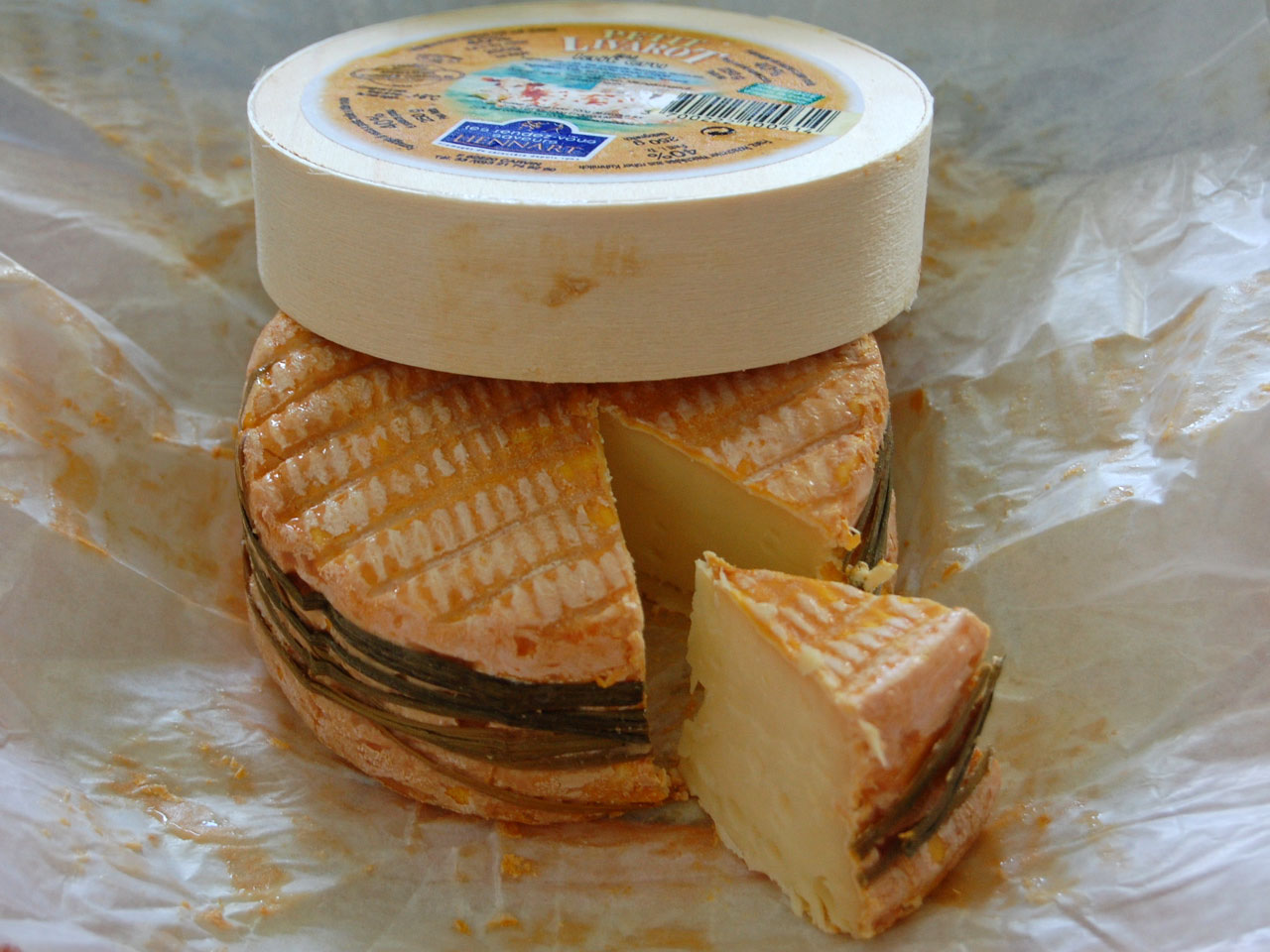
Livarot

Der Livarot ist ein französischer Käse aus der Normandie, der aus roher oder pasteurisierter Kuhmilch hergestellt wird. Ursprünglich stammt er aus dem Ort Livarot. Da der Ort Camembert nur 13 km von Livarot entfernt liegt, nimmt man an, dass Camembert und Livarot im 17. Jahrhundert noch ein und derselbe Käse waren. 1708 wurde er im Lexikon von Thomas Corneille als „exzellenter Käse“ erwähnt. Er fällt seit 1975 unter das Appellation d’Origine Contrôlée, der die Qualitätsanforderungen an dieses Produkt festschreibt und auch die Herstellungsbedingungen festlegt. Seit 1996 ist Livarot auch in Europa eine geschützte Ursprungsbezeichnung (AOP).

## Beschreibung
Der Livarot ist ein Käse, der einen sehr kräftigen Geschmack mit blumigen Aromen von Gras und Heu hat. Seine Rinde ist strohgelb bis rötlich, der geschmeidige dunkelgelbe Teig hat einige kleine Löcher. Charakteristisch für den Käse ist, dass er mit Riedgrashalmen oder Papierstreifen umwickelt ist. Aufgrund dieser Umwicklung wird er umgangssprachlich auch „Colonel“ genannt. Beim Kauf sollte der Käseteig so weich sein, dass beim Drücken auf den Käse der Finger darin versinkt. Riecht der Käse etwas nach Ammoniak, hat er die optimale Reife bereits überschritten. Gleiches gilt, wenn der Käse in der Mitte zu tief eingesunken ist.
Bei Einführung der Ursprungsbezeichnung 1975 war bei allen Erzeugern die Haltung von Kühen der Rasse Normande üblich, in der Spezifikation wurden aber keine Vorgaben hinsichtlich der Rasse gemacht. Mit Einführung weiterer Rassen wie der Prim'Holstein bestand die Gefahr einer Fehlentwicklung, und die Erzeugergemeinschaft beschloss, die Rasse Normande vorzugeben. Seit 2017 darf der Livarot daher ausschließlich aus Milch von Kühen dieser Rasse gewonnen werden. Die Tiere müssen mindestens 6 Monate auf der Weide gehalten werden, es gibt Mindestgrößen für Grasfläche und Weidefläche pro Tier, und auch das sonstige Futter muss zu mindestens 80 % aus dem zugelassenen Gebiet stammen. 
Das Erzeugungsgebiet wurde um den Norden des Pays d’Auge erweitert und umfasst nun Kantone oder Teile von Kantonen in den Departements Calvados, Orne und Eure. Die zugelassenen Größen der gereiften Käselaibe wurden ebenfalls verändert.
Die Milch wird teilentrahmt, kalt vorgereift, und dann erwärmt und mit Lab dick gelegt. Die verwendeten Wannen dürfen entsprechend der traditionellen Herstellungsweise maximal 320 Liter fassen, um kurze Misch- und Abtropfzeiten und damit eine gleichmäßige Konsistenz aller Käse zu gewährleisten. Der Bruch wird zunächst in Formen gefüllt, damit die Molke abtropfen kann, danach werden die Laibe den Formen entnommen und gesalzen. Der Käse muss je nach Größe mindestens drei oder fünf Wochen reifen. Er wird in dieser Zeit regelmäßig gewendet und mit Wasser oder einer schwachen Salzlake gewaschen. Die Lake darf bis zu 2 % des natürlichen Farbstoffes Annatto enthalten.
Für den Handel sind durch das Appellation d’Origine Contrôlée vier Größen zugelassen. In seiner größten Form (Grand Livarot) wiegt der Käse zwischen 1200 und 1500 Gramm und wird in einer zylindrischen Form mit einem Durchmesser von 19 bis 21 Zentimeter verkauft. Der 4/4 Livarot mit einem Durchmesser von 12 bis 12,8 cm wiegt zwischen 450 und 500 g, der 3/4 Livarot mit einem Durchmesser von 10,7 bis 11,5 Zentimeter wiegt 330 bis 350 g. Die kleinste zugelassene Größe (Petit Livarot) hat einen Durchmesser von 8 bis 9,4 Zentimeter und wiegt zwischen 200 und 270 g. Sein Fettgehalt beträgt mindestens 40 % in der Trockenmasse.
2023 wurden 664 Tonnen Livarot hergestellt, davon 27 fermier.
Zu dem Käse passt ein Tokayer oder ein Pinot-Gris-Spätlese aus dem Elsass sehr gut. In seiner normannischen Heimat wird der Livarot mit einem Glas Calvados genossen.